# Мале Ливадице
Мале Ливадице су археолошко налазиште праисторијског насеља које се налази на речној тераси изнад Дунава, у атару насеља Бољетин.
Локалитет се налази на око један километар низводно од археолошког локалитета Велике Ливадице и два километра узводно од Лепенског Вира. 
Према налазима керамике може се датовати у период керамике може се датовати у период старијег гвозденог доба (Басараби).